# أولاد ايدر (سيدي العايدي)
أولاد ايدر هي إحدى مشيخات المملكة المغربية، تتبع جغرافيا لإقليم سطات وإداريًا لسيدي العايدي. يقدر عدد سكانها بـ 2775 نسمة حسب الإحصاء الرسمي للسكان والسكنى لسنة 2004.